# ISO 3166-2:UM

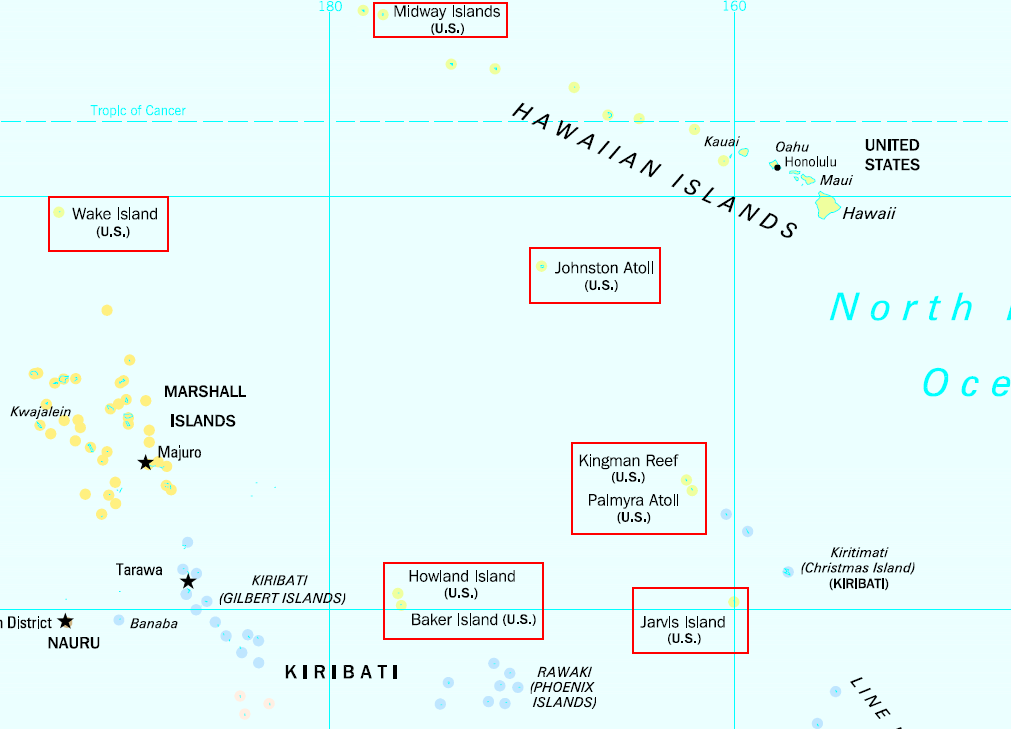
نقشه جزایر کوچک حاشیه‌ای ایالات متحده

کد ISO 3166-2:UM بخشی از استاندارد ایزو ۳۱۶۶ برای کشور جزایر کوچک حاشیه‌ای ایالات متحده است که توسط سازمان بین‌المللی استانداردسازی ISO تنظیم شده‌است این سازمان، کدهای استاندارد را برای تقسیمات کشوری (ایالت‌ها یا استان‌های) کشورهای فهرست شده در استاندارد ایزو ۳۱۶۶-۱ تعریف می‌کند.
هر کد شامل دو بخش می‌گردد که توسط علامت - جدا می‌گردند.
- بخش نخست UM که در ایزو ۳۱۶۶-۱ آلفا-۲ کد  کشور جزایر کوچک حاشیه‌ای ایالات متحده است.
- بخش دوم شامل یک یا دو یا سه حرف است که بیان‌کننده استان یا ایالت کشور جزایر کوچک حاشیه‌ای ایالات متحده می‌باشد.

## کدها
| کدها  | منطقه               |
| ----- | ------------------- |
| SR-BR | ناحیه بروکوپوندو    |
| SR-CM | Commewijne District |
| SR-CR | Coronie District    |
| SR-MA | Marowijne District  |
| SR-NI | Nickerie District   |
| SR-PR | Para District       |
| SR-PM | استان پاراماریبو    |
| SR-SA | Saramacca District  |
| SR-SI | Sipaliwini District |
| SR-WA | Wanica District     |